# لين جينغزين
لين جينغزين هو ممثل صيني ولد في 13 فبراير 1988.

## وصلات خارجية
- لين جينغزين على موقع IMDb (الإنجليزية)
- لين جينغزين على موقع قاعدة بيانات الفيلم (الإنجليزية)